# Rezerwat przyrody Topór
Topór – leśny rezerwat przyrody znajdujący się na terenie gminy Łuków, w powiecie łukowskim, w województwie lubelskim, w kompleksie leśnym Lasów Łukowskich.
- położenie geograficzne – Równina Łukowska[2]
- powierzchnia (według aktu powołującego) – 56,53 ha
- powierzchnia (dane nadesłane z nadleśnictwa) – 58,20 ha[3]
- dokumenty powołujące:
  - Zarządzenie Naczelnej Dyrekcji Lasów Państwowych nr U/2015/3 z dnia 21 marca 1933 roku
  - Zarządzenie Ministra Leśnictwa i Przemysłu Drzewnego z dnia 13 listopada 1959 roku w sprawie uznania za rezerwat przyrody (MP nr 103, poz. 558).
- przedmiot ochrony (według aktu powołującego) – zachowanie zbiorowisk leśnych z udziałem jodły pospolitej poza granicą jej zasięgu na Wyżynie Lubelskiej.

Rośliny chronione występujące na terenie rezerwatu to m.in. widłak jałowcowaty, widłak goździsty, wroniec widlasty, kruszczyk błotny, a także wawrzynek wilczełyko. Do gatunków rzadkich występujących w rezerwacie należą: cienistka trójkątna, kozłek lekarski, jeżyna gruczołowata, turzyca orzęsiona oraz turzyca leśna.
Rezerwat stanowi ostoję dla rzadkich gatunków ptaków tj. orlika krzykliwego, bociana czarnego, żurawia szarego, puchacza zwyczajnego, a także dzięciołów i błotniaków.